# 明日はどこから (アルバム)
『明日はどこから』（あしたはどこから）は、松たか子の10枚目のオリジナル・アルバム。2017年12月6日に発売された。

## 概要
前作『Time for music』以来、8年ぶりとなるオリジナル・アルバム。
先行シングル「明日はどこから」ボーナス・トラック2曲を含む全12曲。
歌手デビュー20周年にあたる作品。
本作は「詞も曲も一緒にお願いできる」ミュージシャンに曲を提供してもらう構想のもとで制作された。

## 収録曲
特記以外　編曲：佐橋佳幸
1. 明日はどこから
  - 作詞・作曲：松たか子
  - Drums：玉田豊夢　E.Bass：松原秀樹　Guitars：佐橋佳幸　Rhodes, Celesta & Synthesizer：浦 清英　Percussions：三沢またろう　Strings：金原千恵子ストリングス　Vocal & BGV：松たか子
  - NHK連続テレビ小説『わろてんか』主題歌。
  - 22ndシングル
2. おとなの掟（歌：Doughnuts Hole）
  - 作詞・作曲：椎名林檎／編曲：斎藤ネコ / 椎名林檎
  - Piano：ヒイズミマサユ機　Strings：斎藤ネコカルテット　　1st.Violin：斎藤ネコ　2nd.Violin：グレート栄田　Viola：山田雄司　Cello：藤森亮一　　Tuba：田村優弥　Midi：椎名林檎, 井上雨迩
  - TBS系火曜ドラマ『カルテット』主題歌
  - Doughnuts Hole（ドーナツ・ホール）は同ドラマ主要出演者である松たか子、満島ひかり、高橋一生、松田龍平の4人による番組限定カルテット。
  - 2017年2月7日に音楽配信でリリースされた。
3. 君の雨
  - 作詞・作曲：Sans Sea
  - Drums：坂田 学　E.Bass：松原秀樹　Guitars：佐橋佳幸　A.Guitar：石成正人　Piano：浦 清英　Percussions：三沢またろう　Strings：金原千恵子ストリングス　Vocal & BGV：松たか子
4. 恋のサークルアラウンド
  - 作詞・作曲：加藤ひさし (from ザ・コレクターズ)／編曲：ダージリン
  - Drums：吉田佳史 from TRICERATOPS　E.Bass：林 幸治 from TRICERATOPS　E.Guitar：佐橋佳幸 (ダージリン)　B-3Organ：Dr.kyOn (ダージリン)　Percussions：ASA-CHANG　T & B.Sax：山本拓夫　BGV：スターダスト☆レビュー / 根本 要, 柿沼清史, 寺田正美, 林"VOH"紀勝　(Additional Menbers：添田啓示, 岡崎昌幸)
5. 三時の子守歌
  - 作詞・作曲：細野晴臣／編曲：ダージリン
  - Drums：ASA-CHANG　A.Guitar：佐橋佳幸 (ダージリン)　Accordion, B-3Organ & Celesta：Dr.kyOn (ダージリン)
  - 細野晴臣が1975年にリリースしたアルバム『トロピカル・ダンディー』収録楽曲をカバー。
6. いのちがつづく
  - 作詞・作曲：伊藤俊吾
  - Drums：河村"カースケ"智康　E.Bass：松原秀樹　Guitars：佐橋佳幸　Pianos, Wurlitzer & Synthesizer：柴田俊文　Percussions：大石真理恵　Programming：石川鉄男　Vocal & BGV：松たか子
7. 奇跡のオト
  - 作詞・作曲：松たか子
  - Drums & Tambourine：河村"カースケ"智康　E.Bass：松原秀樹　Guitars：佐橋佳幸　Programming：石川鉄男　Wurlitzer, Celesta & E-3Organ：柴田俊文　Vocal & BGV：松たか子
  - 2010年のツアーで披露した曲。
8. 空とぶペンギン
  - 作詞・作曲：大貫妙子
  - Drums：坂田 学　E.Bass：松原秀樹　Guitars & BGV：佐橋佳幸　A.Guitar：石成正人　B-3Organ：Dr.kyOn　Piano：浦 清英　Percussions & Glokenspiel：三沢またろう　BGV：大滝裕子　Vocal & BGV：松たか子
9. 笑顔をみせて
  - 作詞・作曲：松たか子
  - Drums & Tambourine：河村"カースケ"智康　E.Bass：有賀啓雄　Guitars & Programming：佐橋佳幸　Rhodes, E-3Organ & Synthesizer：柴田俊文　A.Sax：本田雅人　Programming：石川鉄男　Vocal & BGV：松たか子
  - 2015年＜セイコー ルキア＞「輝く時。」篇CMソング。ブランド誕生20周年を記念して書き下ろされた楽曲。[4]
  - 2015年3月13日に音楽配信でリリースされた。
  - 22ndシングル「明日はどこから」のカップリング
10. つなぐもの
  - 作詞：坂元裕二／作曲：松たか子／編曲：佐橋佳幸 / 山本拓夫
  - Guitars：佐橋佳幸　Cymbals：飯尾芳史　Piano：塩谷 哲　Cello：堀沢真己　　＜木管六重奏アンサンブル ハロクライン＞　Bass Clarinet：山本拓夫　Flute：黒田由樹　Flute：三枝朝子　Alto Flute：高市紀子　Clarinet：渡邊一毅　Clarinet：大下和人
  - 映画『嘘を愛する女』の主題歌。
  - 20周年記念にデビュー曲「明日、春が来たら」の作詞家・坂元裕二に再度歌詞を依頼した作品。[5]
11. おとなの掟（歌：Maki Maki）[Bonus Tracks]
  - 作詞・作曲：椎名林檎／編曲：斎藤ネコ / 椎名林檎
  - Maki Makiとはドラマ『カルテット』の役名・巻真紀からの名前。
12. おとなの掟（カラオケ）[Bonus Tracks]
  - 作曲：椎名林檎／編曲：斎藤ネコ / 椎名林檎